# イソシアン化水素
イソシアン化水素（イソシアンかすいそ、hydrogen isocyanide）は、分子式HNCで表される化合物である。シアン化水素 (HCN) の互変異性体である。星間物質として遍在し、宇宙化学の分野では重要な化合物の1つである。

## 名前
英語でhydrogen isocyanideとazanylidyniummethanideのどちらもIUPAC命名法に基づいた正しいものであり、優先IUPAC名はない。後者の名前は、水素化アザン (NH3) とメタニド (C-) を親化合物とした置換基命名法に基づいたものである。

## 性質
イソシアン化水素は、C∞v分子対称性を持つ直線形三原子分子である。双性イオンであり、シアン化水素の異性体である。HNCとHCNは、それぞれμHNC = 3.05デバイ、μHCN = 2.98デバイという、どちらも大きく、近い値の双極子モーメントを持つ。このような大きな双極子モーメントが、これらの種を星間物質として発見されやすくしている。

### HNC-HCN互変異性
HNCがHCNよりも3920 cm−1 (46.9 kJ/mol) だけ高いエネルギーを持つため、これらの平衡比{\textstyle \left({\frac {[HNC]}{[HCN]}}\right)_{eq}}は、温度100 K以下で10−25になると考えられていた。しかし、観測によると、その比{\textstyle \left({\frac {[HNC]}{[HCN]}}\right)_{observed}}は10-25よりずっと高く、冷たい環境では実際はほぼ1桁の比になることが観測された。これは、互変異反応のポテンシャルエネルギー経路のためであり、互変異化が起こるためには、おおよそ12,000 cm−1のところに活性化障壁が存在する。これが、HNCが中性-中性反応でほぼ破壊される温度と一致する。

## スペクトルの性質
実際には、HNC は、J = 1→0 遷移を用いて、天文学的に観察されるほぼ唯一の化合物である。この遷移は、≒90.66 GHzで起こり、この値は、大気が電波を通しやすい「大気の窓」によく一致する。HCN を含む多くの関連化合物もこれに近い窓で観測できる。

## 星間物質としての重要性
HNCは、HCNは別として、プロトン化シアン化水素 (HCNH+) やシアン化物 (CN) 等の星間分子として重要な他の多くの関連分子の生成と破壊にも複雑に結びついている。このようにして、HNCの化学は無数の他の分子の性質の理解に繋がり、HNC は星間化学という複雑なパズルの不可欠なピースとなる。
さらに、HNC は HCN とともに、分子雲の濃いガスのトレーサーとして一般的に用いられる。HNC は、星形成に繋がる重力崩壊の調査だけではなく、他の窒素分子と比較した存在量により、原始星コアの進化の段階を決定するのにも用いられる。
HCO+/HNC比は、ガス密度を測定する手段として用いられる。この情報から核の進化、星形成、さらにはブラックホールによるガス供給の情報も得られ、高光度赤外線銀河の形成機構についての深い洞察が与えられる。さらに、[HNC]/[HCN] が光解離領域ではほぼ均一、X線解離領域ではより大きいという性質から、HNC/HCN 比は光解離領域とX線解離領域を区分するのに用いられる。HNCの研究は比較的単純であり、これは最も大きなモチベーションの1つとなっている。大気の窓としてJ = 1→0 遷移の明瞭な部分を持つ他に、簡単な研究に用いることのできる多数の同位体異性体（アイソトポマー）があり、また観測を容易にする大きな双極子モーメントを持つ。これらのため、生成や破壊の反応経路の研究が進み、これらの反応が宇宙で起こることに関する良い洞察も得られた。さらに、HNC とHCN の間の互変異性の研究により、より複雑な異性化反応のモデルも提案された。

## 星間物質としての化学
HNCは、濃い分子雲の中で主な物質として見られるため、星間物質として普遍的なものである。その存在量は、他の窒素含有化合物の存在量と密接に関連している。HNCは主にHNCH+ とH2NC+ との解離性再結合により生成し、主にH3+とC+のイオン-中性反応により破壊される。濃い分子雲形成の初期段階である3.16 × 105年及び典型的な温度である20 Kの条件で速度計算を行った結果が以下の表である。
| Formation Reactions   | Formation Reactions | Formation Reactions | Formation Reactions | Formation Reactions | Formation Reactions | Formation Reactions |
| --------------------- | ------------------- | ------------------- | ------------------- | ------------------- | ------------------- | ------------------- |
| Reactant 1            | Reactant 2          | Product 1           | Product 2           | Rate constant       | Rate/[H2]2          | Relative Rate       |
| HCNH+                 | e-                  | HNC                 | H                   | 9.50×10−8           | 4.76×10−25          | 3.4                 |
| H2NC+                 | e-                  | HNC                 | H                   | 1.80×10−7           | 1.39×10−25          | 1.0                 |
| Destruction Reactions |                     |                     |                     |                     |                     |                     |
| Reactant 1            | Reactant 2          | Product 1           | Product 2           | Rate constant       | Rate/[H2]2          | Relative Rate       |
| H+ 3                  | HNC                 | HCNH+               | H2                  | 8.10×10−9           | 1.26×10−24          | 1.7                 |
| C+                    | HNC                 | C2N+                | H                   | 3.10×10−9           | 7.48×10−25          | 1.0                 |

これら4つの反応は最も支配的なものであり、したがって密な分子雲におけるHNCの形成において最も重要なものである。 HNCの形成と破壊には、さらに何十もの反応がある。これらの反応は様々なプロトン化分子を生成するため、HNCは、アンモニアやシアン化物等の他の多くの窒素含有分子の存在量と密接に関連する。HNCの存在量はHCNの存在量とも関連しており、これら2つの分子は環境に応じて特殊な比率で存在する傾向にある。これは、HNCを生成する反応ではしばしばHCNも生じ、反応が起こる条件に依存して、両者の異性化反応も存在するためである。

## 天文学的な検出
HCN（HNCではない）は、1970年6月にアメリカ国立電波天文台の30フィート電波望遠鏡を用いて、L. E. SnyderとD. Buhlが初めて検出した。最初の分子同位体H12C14N は、W3 (OH)、Orion A、Sgr A(NH3A)、W49、W51、DR 21(OH)6つの異なる電波源から、88.6 GHzのJ = 1→0 遷移により観察された。2番目の分子同位体 H13C14N は、Orion AとSgr A(NH3A)の2つの電波源からの86.3 GHzのJ = 1→0 遷移により観察された。HCNはその後、1988年にスペインのベレッタ山にあるIRAM30m望遠鏡を用いて銀河系外に検出された。これは、IC 342の方角に90.7 GHzのJ = 1→0遷移が観察されたものである。このほか、1996年に観測された百武彗星からの検出も報告されている。
[HNC]/[HCN]の存在比の温度依存性を確認することに向けて多くの検出がなされた。温度と存在比の間の強い相関により、その比を分光学的に検出し、それから環境温度を外挿することが可能となった。これにより、この分子種の環境への大きな洞察が得られた。オリオン座分子雲に沿ったHNC、HCN の希少同位体の存在比は、温かい領域と冷たい領域の間で、1桁以上異なる。1992年、オリオン座分子雲の縁と核に沿ったHNC、HCNとその重水素化アナログの存在量が測定され、存在比の温度依存性が確認された。1997年のW3巨大分子雲の調査では、HNC、HN13C、HN15Cを含む14の異なる化学種を構成する24の異なる分子同位体が見られた。この調査では、[HNC] / [HCN]存在比の温度依存性がさらに確認され、さらに今回はアイソトポマーの依存性も確認された。
星間物質としてHNCが検出されたのは、これらだけではない。1997年、おうし座分子雲の縁に沿ってHNCが観測されてHCO+に対する存在比は縁に沿って一定であることが発見され、HNC がHCO+ に由来して生じるという反応経路の信頼性を高めることとなった。2006年には、HN13C やHN15C を含む様々な窒素化合物の存在量からCha-MMS1の原始星コアの進化の段階が初めて推定された。
2014年8月11日、アタカマ大型ミリ波サブミリ波干渉計を用いた初めての観測で、レモン彗星 (C/2012 F6)およびアイソン彗星のコマの内部のHCN、HNC、ホルムアルデヒドおよび塵の分布の結果が公表された。